# Ромул
Ро́мул (лат. Romulus; *771 до н. е. — †717 до н. е.) — син Марса й весталки Реї Сільвії. За переказами, належав до роду царів Альба-Лонги. Легендарний засновник і перший цар Риму (753 — 717 до н. е.).

## Ромул іРем

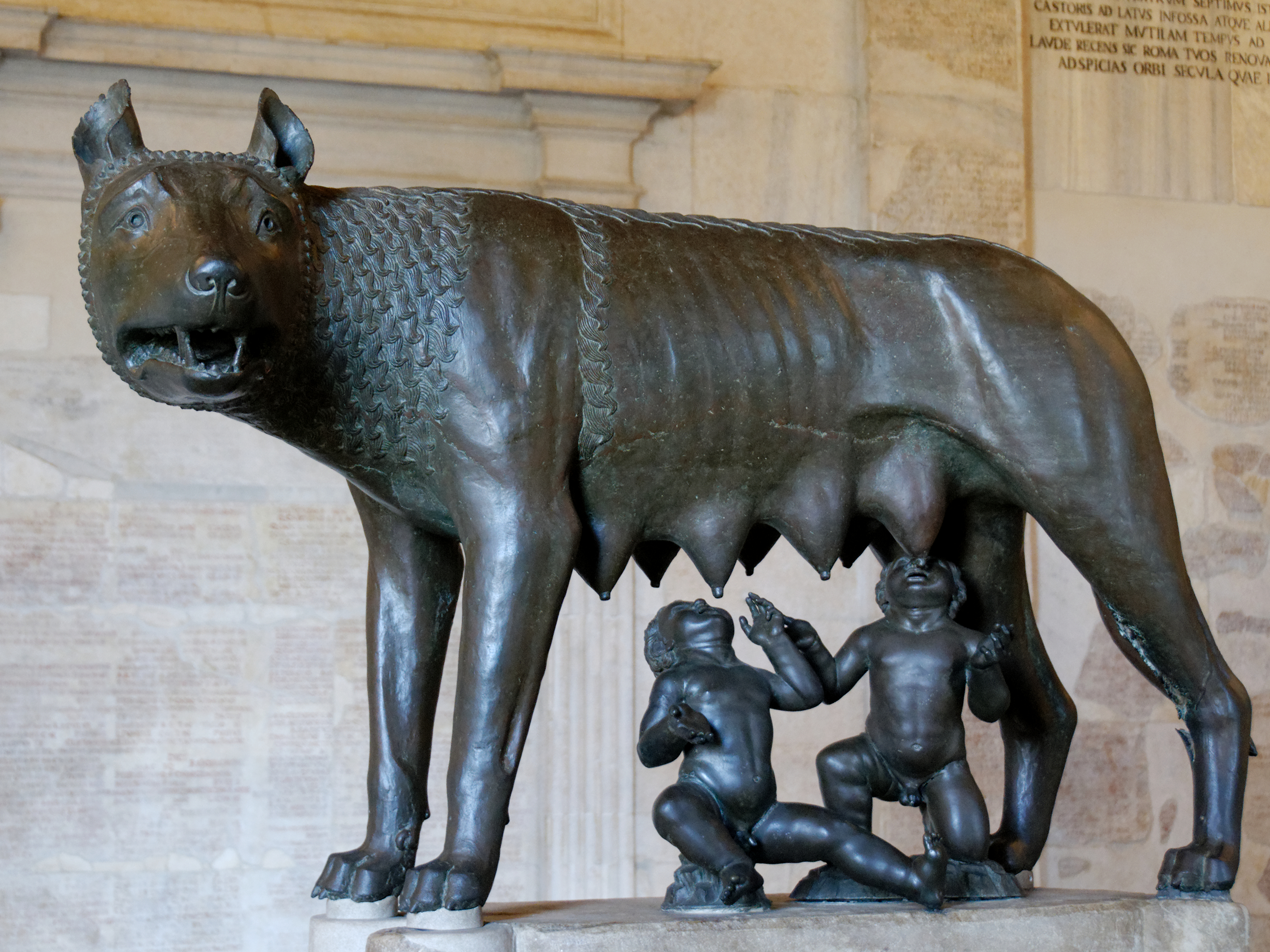
Статуя вовчиці, яка, за легендою, вигодувала Ромула і Рема

Народилися в результаті таємного і протизаконного зв'язку. Були кинуті на березі річки, де близнят вигодувала, послана від Марса, вовчиця, а виховав місцевий пастух Фаустул. Підрісши, хлоп'ята довідалися, що вони — діти Реї Сільвії. Повернувши владу своєму дідові Нумітору, Ромул і Рем вирішили заснувати нову громаду. Серед їхніх прихильників було багато рабів-утікачів і злочинців, яких жителі Альба-Лонгі не хотіли приймати в своє середовище, а розпускати військо близнюки не хотіли: в цьому випадку вони втратили б тільки що здобуту могутність. Тому Ромул і Рем вирішили побудувати нове місто в тих місцях, де колись їх вигодувала вовчиця. Однак вони не змогли прийти до єдиного рішення про те, де саме починати будівництво (Ромул був за пагорб Палатин, Рем за пагорб Авентин), як буде називатися місто (Рома або Ремором) і хто з них буде там правити. За порадою Нумітора близнюки вдалися до гадання по птахах. Рем першим побачив щасливе передвістя — шість шулік. Передвістя для Ромула запізнилося, але було більш значним — це були дванадцять шулік. Кожен з братів був впевнений, що боги висловилися на його підтримку, і в результаті дрібні розбіжності переросли у відкритий конфлікт. Під час зведення міських мурів між ними виникла суперечка, в якій Ромул убив Рема. Ромул, усвідомивши те, що трапилося, прийшов у відчай і хотів відмовитися від планів будівництва міста, але Акка Ларентія переконала його продовжити роботу. Відразу після поховання Рема, яке відбулося на Авентині, на Палатині було засноване нове місто, що отримало назву Рим. Ромул і став його першим царем.

## Викрадення сабінянок
Ставши володарем у новозбудованому Римі, Ромул приймав усіх прибульців, рабів-утікачів та засуджених. Однак молода римська держава відразу зіткнулася з серйозною проблемою. Число громадян швидко росло, але це були виключно чоловіки, які не мали сімей. Оскільки навколишні громади не хотіли віддавати римлянам своїх дівчат, Ромул вирішив організувати масштабне викрадення. Він запросив жителів сусіднього племені сабінів з їх дружинами і дочками на свято на честь Нептуна. У розпал урочистостей цар дав умовний сигнал, почувши який, римляни почали хапати неодружених дівчат і забирати їх за міські стіни. 

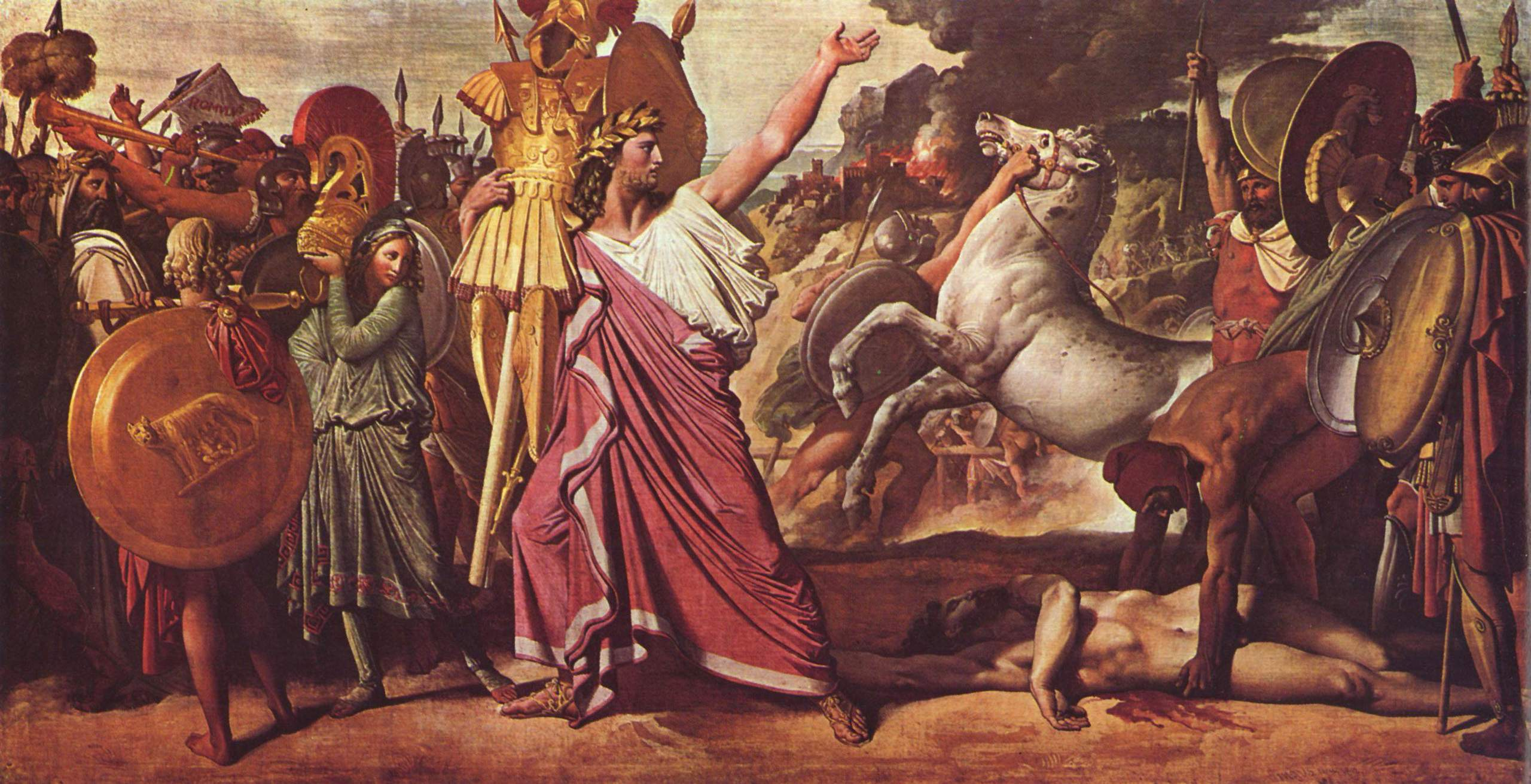
Перемога Ромула над Акроном. Картина Жана-Огюста-Домініка, 1812 рік.

Ромул звернувся до сабінянок з пропозицією визнати примусові шлюби і жити в мирі, але отримав відмову. Цар Акрон з сусіднього міста Ценіна негайно рушив походом на Рим. Ромул розбив ценінців, Акрона вбив у двобої, а місто взяв штурмом. Жителі Ценіна були переселені в Рим.
Здобувши цю перемогу, Ромул взяв штурмом міста Фідени, Крустумерія і Антемна. Однак інші сабіняни зібрали велику армію, на чолі якої був Тит Тацій, і змогли зайняти фортецю на Капітолії. Між тибрських пагорбів сталася велика битва, в якій обидві сторони боролися з крайньою жорстокістю. Сам Ромул був поранений каменем в голову. Нарешті, у вирішальний момент в саму гущу сутички кинулися викрадені сабінянки, які зупинили бій і помирили своїх батьків і братів зі своїми новими чоловіками. Відразу ж був укладений договір, згідно з яким одружені жінки в Римі звільнялися від хатньої роботи (за винятком прядіння вовни), чоловіки-сабіняни селилися поруч з римлянами і отримували рівні громадянські права, а Тит Тацій ставав співправителем Ромула. Після об'єднання римляни й сабіни стали називатися квіритами.
Спільне правління Ромула і Тація тривало чотири роки, поки останній не був убитий жителями Лаврента.
Цей переказ у загальних рисах віддзеркалює найдавніші зв'язки між сабінами й римлянами, підтверджені археологічними розкопками.

## Ромул іРим
Після смерті Ромула римляни шанували його як бога під іменням Квірін.
Ромула вважали засновником Римської держави, йому приписували утворення сенату, встановлення курії, організацію армії, поділ громадян на патриціїв і плебеїв.